# فردریک سمپل
فردریک سمپل (انگلیسی: Frederick Semple; ۲۴ دسامبر ۱۸۷۲ – ۲۱ دسامبر ۱۹۲۷) تنیس‌باز، و گلف‌باز اهل ایالات متحده آمریکا بود.